# Theodor von Knobelsdorff
Theodor Friedrich Alexander von Knobelsdorff (* 29. Dezember 1817 in Gumbinnen; † 2. Dezember 1879 in Guhrau) war ein preußischer Generalmajor.

## Leben

### Herkunft
Theodor war ein Sohn des preußischen Proviantmeisters und Hauptmanns Joseph von Knobelsdorff (1772–1839) und dessen Ehefrau Juliane, geborene von Tippelskirch (1781–1829).

### Werdegang
Nach dem Besuch der Kadettenhäuser in Potsdam und Berlin wurde Knobelsdorff am 12. August 1835 als Sekondeleutnant dem 38. Infanterie-Regiment (6. Reserve-Regiment) der Preußischen Armee überweisen. Von März 1842 bis Mai 1846 war er als Adjutant und Rechnungsführer beim Landwehr-Bataillon in Wohlau kommandiert. Mitte Juni 1846 folgte seine Ernennung zum Adjutanten des I. Bataillons und in dieser Stellung stieg Knobelsdorff Ende Oktober 1848 zum Premierleutnant auf. Während der Niederschlagung der Badischen Revolution nahm er an den Gefechten bei Großsachsen, Sinsheim und Gernsbach teil. Am 1. November 1851 wurde Knobelsdorff als Kompanieführer beim Landwehr-Bataillon seines Regiments kommandiert, avancierte Mitte September 1852 zum Hauptmann und wurde am 11. November 1854 zum Kompaniechef ernannt. Mit der Beförderung zum Major erhielt Knobelsdorff am 1. Juli 1860 das Kommando über das I. Bataillon und stieg in dieser Eigenschaft am 18. Juni 1865 zum Oberstleutnant auf.
Als solcher nahm er 1866 am Krieg gegen Österreich teil. Nachdem sein Regimentskommandeur Max von Witzleben bei Skalitz schwer verwundet worden war, übernahm Knobelsdorff die Führung des Regiments und wurde für sein Wirken in der Schlacht bei Königgrätz mit dem Roten Adlerorden III. Klasse mit Schwertern ausgezeichnet. Mit seiner Ernennung zum Kommandeur des 7. Brandenburgischen Infanterie-Regiments Nr. 60 erfolgte am 5. März 1867 seine Versetzung nach Wriezen sowie am 18. April 1867 die Beförderung zum Oberst. Unter Verleihung des Kronen-Ordens II. Klasse und der Erlaubnis zum Tragen seiner Regimentsuniform wurde Knobelsdorff am 12. April 1870 mit Pension zur Disposition gestellt.
Für die Dauer des mobilen Verhältnisses anlässlich des Krieges gegen Frankreich war Knobelsdorff 1870/71 Kommandeur des Landwehr-Besatzungs-Regiments in Köln. Nach seiner Verabschiedung erhielt er am 2. Mai 1875 den Charakter als Generalmajor und starb am 2. Dezember 1879 in Guhrau.

### Familie
Knobelsdorff heiratete am 21. Mai 1855 in Guhrau Agnes von Köckritz (1825–1906). Aus der Ehe ging die Tochter Elisabeth (* 1865) hervor, die 1901 Ferdinand von Gersdorff heiratete.